# Bagryana (cràter)
Bagryana és un cràter d'impacte de 101 km de diàmetre de Mercuri. Porta el nom de la poetessa búlgara Elisaveta Bagriana (1893-1991), i el seu nom va ser aprovat per la Unió Astronòmica Internacional el 2015.